# Sandip Ray
Sandip Ray, född 8 september 1953, är en indisk filmregissör och fotograf. Han är son till filmregissören Satyajit Ray och skådespelaren Bijoya Ray.
Han debuterade som regissör 1983 med filmen Phatik Chand. Han är även redaktör för barntidningen Sandesh som grundades av hans farfarsfar Upendrakishore Ray.

## Filmografi
- 1983 – Phatik Chand
- 1986 – Satyajit Ray Presents (TV-serie)
- 1988  – Kishore Kumar (dokumentär)
- 1991  – Goopy Bagha Phire Elo
- 1994  – Uttoran
- 1995  – Target
- 2003  – Bombaiyer Bombete
- 2005  – Nishijapon
- 2007  – Kailashey Kelenkari
- 2008  – Tintorettor Jishu
- 2009  – Hitlist